# Front Popular per la Democràcia i la Justícia
El Front Popular per la Democràcia i la Justícia (People's Front for Democracy and Justice PFDJ, tigrinya: ህዝባዊ ግንባር ንደሞክራስን ፍትሕን, Həzbawi Gənbar nəDämokrasən Fətəḥən, abreujat ህግደፍ?, àrab: الجبهة الشعبية للديمقراطية والعدالة) és un partit polític d'Eritrea, actualment (2012) el partit de govern. És l'organització successora de l'antic moviment d'alliberament nacional Front Popular d'Alliberament d'Eritrea (EPLF) de tendència marxista-leninista, que va dirigir la lluita per la independència nacional fins a la victòria. Es declara obert a totes les tendències patriotes eritrees.
Després del referèndum autoritzat per Etiòpia i controlat per l'ONU l'abril de 1993, que va aprovar la independència, el FPAE/EPLF, que havia estat el principal enemic de l'enderrocat govern etíop i promotor del triomfant Front Popular d'Alliberament de Tigre (sota cobert del Front Democràtic Revolucionari Popular Etíop, organització controlada pels dirigents del primer) es va convertir en el partit dirigent del nou país proclamat al mes següent, i el febrer de 1994 va agafar el nom de Front Popular per la Democràcia i la Justícia com a part de la seva transformació des de la seva posició de principal grup guerriller en el partit dirigent de l'estat (partit únic). El líder del partit, com abans del EPLF, és Isaies Afeworki, també president d'Eritrea.
Les eleccions que havien de tenir lloc el 1995 foren posposades fins al 2001; arribada aquesta data, i com que el 20% del país estava ocupat pels etíops, les eleccions foren posposades fins a la resolució del conflicte. Durant aquest temps si que s'han fet eleccions locals, les darreres el maig del 2004.

## Bandera
La bandera és la mateixa emprada pel Front Popular d'Alliberament d'Eritrea i inspiradora de la bandera nacional actual. No obstant les tonalitat dels colors han estat lleugerament modificades.